# صنعت الماس در اسرائیل

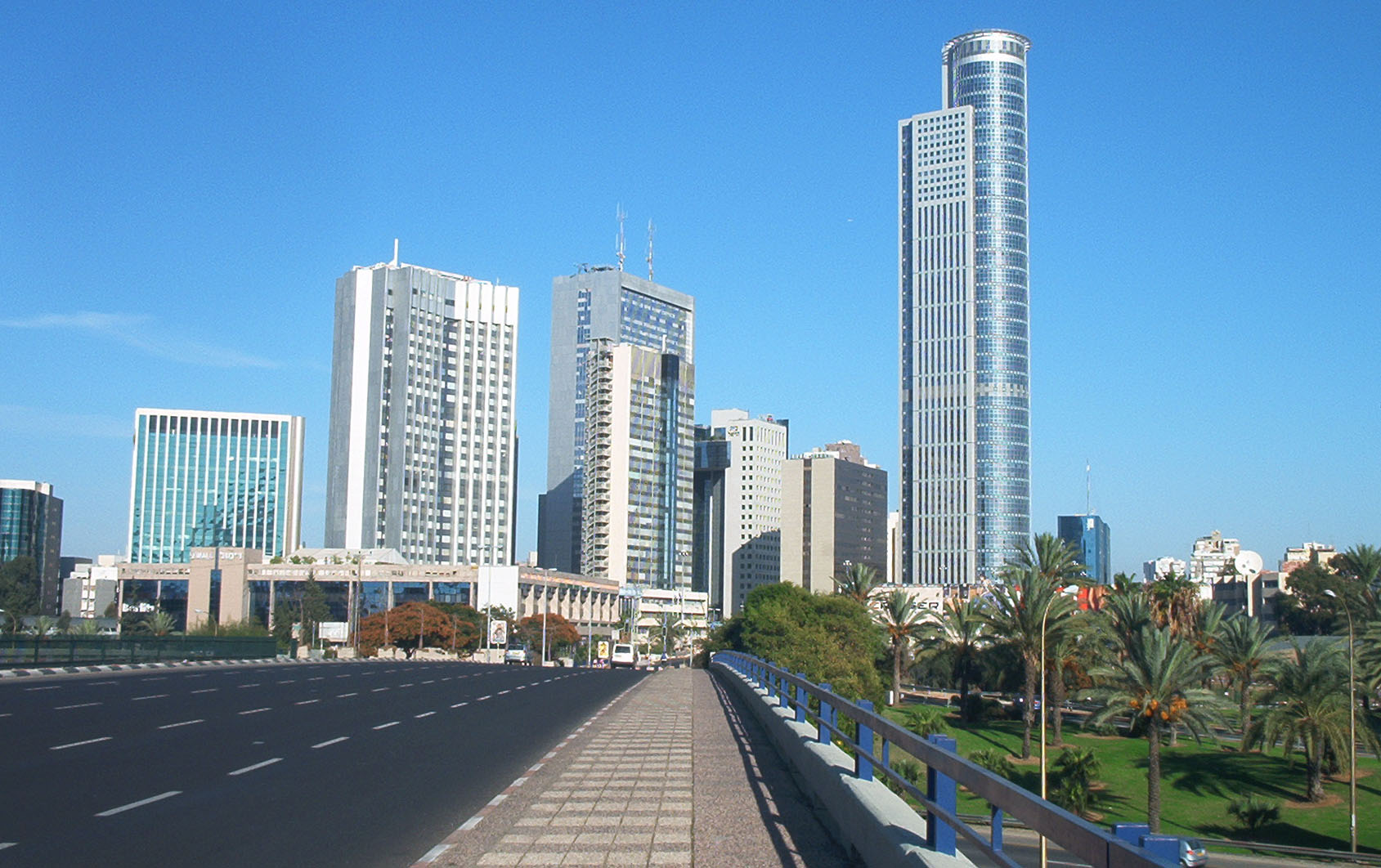
ناحیه تبادل الماس در رمت گن

صنعت الماس در اسرائیل یک صنعت با نقشی مهم در تولید الماس برش‌خورده جهت عمده‌فروشی است. در سال ۲۰۱۰ کشور اسرائیل به ریاست برنامه تصدیق فرایند کیمبرلی منصوب شد. الماس‌های برش‌خورده تا سال ۲۰۱۶ تشکیل‌دهندهٔ ۲۳٫۲٪ از کل صادرات اسرائیل، و با سهم ۱۲٪ از تولید جهانی، بزرگ‌ترین محصول صادراتی این کشور بوده‌اند.

## تاریخچه

### مهارت سنتی یهودی
برش الماس یک مهارت سنتی یهودی با تاریخی به طولایی چندین قرن است. در اواخر سدهٔ ۱۵ میلادی لودویک فون برکن، برش‌گر الماس یهودی چرخ جلای اسکیف را اختراع کرد که یک نوآوری فناورانه بود و این صنعت را متحول کرد.

### سرآغاز پیش از تشکیل کشور
آنچه بعداً به صنعت الماس اسرائیل تبدیل شد، در سال ۱۹۳۷، یازده سال پیش از تشکیل کشور اسرائیل، و همزمان با افتتاح نخستین کارخانهٔ جلای الماس در پتخ تیکوا توسط متخصصان مهاجر از هلند آغاز شد. در سال ۱۹۳۸ تعرفهٔ واردات ۱۵ درصدی برای سنگ‌های خام حذف شد. تا سال ۱۹۴۴، ۳٬۳۰۰ کارگر در ۳۳ کارخانهٔ این صنعت مشغول به کار بودند و کل سرمایه‌گذاری در این صنعت معادل ۱٬۳۲۰٬۰۰۰ پوند فلسطین بود که تمام آن متعلق به یهودیان بود. ارزش صادرات برابر با ۳٬۲۰۰٬۰۰۰ پوند فلسطین بود که عمدتاً به ایالات متحده، کانادا و هند صادر می‌شد؛ در میان کالاهای منحصر به فردی که در آن سال از فلسطین تحت قیمومیت صادر شد، الماس‌های برش‌خورده دارای بیشترین ارزش صادرات بودند.
بین سال‌های ۱۹۴۴ و ۱۹۴۸ این صنعت متحمل افزایش بی‌قانونی شد و در فوریه ۱۹۴۸ به‌طور کامل تعطیل شد.

### سال‌های نخست تشکیل کشور اسرائیل
در طول ۱۵ سال نخست موجودیت کشور اسرائیل، الماس و پرتقال یافا به‌عنوان محصولات صادراتی اصلی این کشور جدید محسوب می‌شدند.

## کشور کنونی
در ابتدای سدهٔ ۲۱ میلادی، اسرائیل در کنار بلژیک و هند یکی از سه مرکز عظیم جهان در تولید الماس برش‌خورده بوده‌است. با افت صادرات الماس برش‌خورده از ۷٫۲ میلیارد دلار در سال ۲۰۱۱ به ۵٫۵۶ میلیارد دلار در سال ۲۰۱۲، صادرات خالص الماس اسرائیل به میزان ۲۲٫۸٪ کاهش یافت. همچنین ارزش خالص واردات الماس خام با کاهشی به میزان ۱۲٫۹٪، به رقم ۳٫۸ میلیارد دلار رسید. ایالات متحده با اختصاص ۳۶٪ از بازار کلی صادرات الماس برش‌خورده به خود، بزرگ‌ترین بازار این محصول شناخته می‌شود؛ در حالی که هنگ کنگ با ۲۸ درصد و بلژیک با ۸٪ سهم از بازار صادرات، به‌ترتیب در جایگاه‌های دوم و سوم کشورهای هدف صادرات الماس برش‌خوردهٔ اسرائیل قرار گرفته‌اند.
در سال ۲۰۰۷، در حالی که الماس‌ها همچنان ۲۴٪ از مجموع صادرات کشور اسرائیل را تشکیل می‌دادند، ۱۲٪ از الماس‌های جهان (بر پایه ارزش آن‌ها) در این کشور برش خورده‌بودند. در سال ۲۰۱۰ این رقم به ۹٪ کاهش یافت. تا سال ۲۰۱۶ الماس‌ها ۲۸٪ از کل صادرات اسرائیل را به خود اختصاص داده بوده‌اند و همچنان ۱۲٪ از کل تولید جهان را تشکیل می‌داده‌اند.

## زیرساخت تجاری
مرکز این صنعت در «ناحیه الماس» واقع در رمت گن در استان تل‌آویو قرار داد. این مجموعه از چهار ساختمان تشکیل شده که از طریق پیاده‌روهایی به یک دیگر متصل شده‌اند. تمامی عملیات تجاری مرتبط با صنعت الماس اسرائیل در این مجموعه انجام می‌پذیرد.

## اصول صنعت
صنعت الماس اسرائیل مدعی است که تمامی الماس‌های آن ۱۰۰٪ به‌صورت طبیعی ساخته می‌شوند و در طرح فرایند کیمبرلی، که یک طرح نظارتی با هدف کسب اطمینان از عدم ورود الماس‌های خونین به بازار است نیز مشارکت می‌کند.
با این حال برخی از کنش‌گران حقوق بشر می‌گویند که فرایند کیمبرلی مرز الماس‌های مناقشه برانگیز را به‌طور بسیار محدودی مشخص می‌کند، و با توجه به اینکه تنها به سنگ‌های برش نخورده مربوط می‌شود، این امکان را برای صنعت برش الماس اسرائیل فراهم می‌کند که از رسیدگی‌ها بگریزد. جنبش بایکوت، عدم سرمایه‌گذاری و تحریم در کنار دیگر جنبش‌ها درخواست کرده‌اند که الماس‌های فرآوری شده در اسرائیل به‌عنوان الماس‌های مناقشه برانگیز در نظر گرفته شوند.